# Le Cheval de fer (Blueberry)
Pour les articles homonymes, voir Le Cheval de fer.
Le Cheval de fer est le septième album de la série de bande dessinée Blueberry de Jean-Michel Charlier (scénario) et Jean Giraud (dessin). Il a d'abord été prépublié dans Pilote avant d’être publié en album en 1970. Il marque le début du cycle du cheval de fer (quatre tomes).

## Résumés

### Court
Alors que le chemin de fer de l'Union Pacific s'allonge vers l'Ouest américain, des indiens en viennent à attaquer les hommes blancs qui posent les rails. Le général Dodge appelle Blueberry en renfort pour pacifier la région, mais ce dernier voit ses plans contrecarrés à la fois par un traître travaillant pour le compte d'une société rivale et par un habile manipulateur.

### Détaillé
En première page dessinée de l'album, le scénariste présente le contexte dans lequel se déroulera l'action. En 1866 aux États-Unis, alors que l'Union Pacific (UP) pose des rails de chemin de fer à partir du Missouri, sa rivale, la Central Pacific, en fait autant depuis l'Ouest des États-Unis. Les deux participent à la création du premier chemin de fer transcontinental. Chaque société sera libre d'exploiter la portion de chemin de fer qu'elle aura installée. De plus, le gouvernement des États-Unis verse une subvention pour chaque mile de rail posé et chaque société reçoit automatiquement le terrain qui borde le chemin de fer. Ces raisons expliquent la lutte féroce qui les oppose.
Ce débordement d'activités amène son lot de voyous et de femmes aux mœurs légères, rendant dangereuse la vie des travailleurs. De plus, à cause de l'éloignement de la côte Est des États-Unis, l'approvisionnement du contingent des travailleurs de l'UP est défectueux et intermittent.

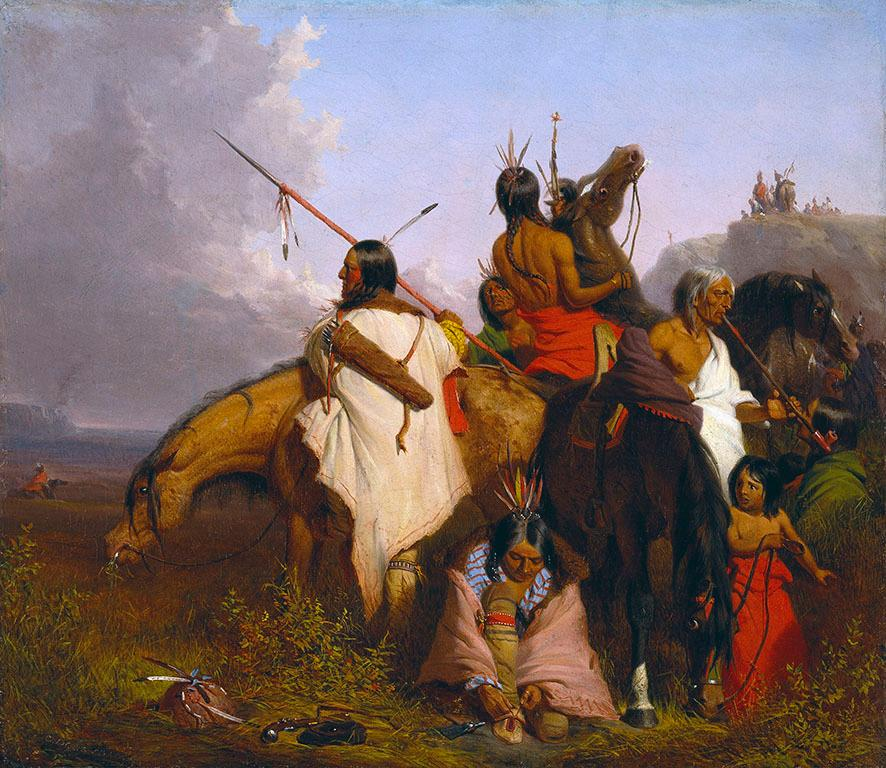
Groupe de Sioux. Peinture de Charles Deas vers 1845.

Le général Dodge, conscient des difficultés que subissent les travailleurs et craintif des attaques que pourraient mener les Cheyennes et les Sioux (car ils se préparent à entrer sur leurs territoires de chasse), décide de recruter Blueberry pour réduire les risques d'une guerre avec les indiens.
Un courrier à cheval, Red Neck, est envoyé pour ordonner à Blueberry de se rendre plus au nord, à dix jours de cheval de fort Navajo (situé à la frontière du Nouveau-Mexique et de l'Arizona). Il est surpris en découvrant que Blueberry est au cachot pour « avoir dévasté avec son six-coups tout un saloon dont le patron, paraît-il, trichait ». Le commandant du fort est trop heureux de se débarrasser d'un trublion. Avant de quitter la région, Blueberry fait ses adieux au commandant, qui lui lance des objets et lui ordonne de disparaître de sa vue. Blueberry en profite également pour passer au saloon du village voisin où il rosse le patron et lui prend de l'argent.
Les deux hommes voyagent pendant une quinzaine de jours en direction du Nebraska et le Wyoming, plus au nord. Vers la fin d'une journée, ils font une pause. Alors que Blueberry ramasse du bois, il entend un « roulement de tonnerre » et aperçoit une « muraille de poussière ». Il court vers Red Neck, qui l'informe qu'une « charge de bisons » vient vers eux. Devant ce danger mortel, les deux hommes fuient, car ils sont coincés dans une vallée encaissée.
Pendant leur course, le cheval de Red Neck s'abat par terre, mort de fatigue. Blueberry le fait monter sur son cheval et lui ordonne de tirer sur les bisons immédiatement derrière eux. Il décide de profiter des sage brush qu'il aperçoit devant lui : il enflamme un bout de tissu plongé dans une bouteille d'alcool et s'en sert pour allumer un feu. La plupart des bisons, craintifs, évitent les deux hommes qui se tiennent derrière un « rideau de flammes ». Près de deux heures durant, ils tirent sur les bisons qui tentent de franchir le feu. C'est seulement à la tombée de la nuit que la harde devient suffisamment dispersée pour qu'ils puissent envisager de se reposer.
Le lendemain, les deux hommes continuent à remonter vers le nord, la direction d'où venaient les bisons. Ils découvrent des bisons tués aux explosifs, lesquels ont été lancés dans le troupeau pour l'effrayer. Ils en concluent que « [quand] les peaux-rouges découvriront ce carnage, ils seront fous de rage ».

Le chasseur de bisons Ralph Morrison a été tué et scalpé par des Cheyennes en décembre 1868 près de Fort Dodge au Kansas. Photographie de William S. Soule.

Blueberry et Red Neck tentent de retrouver les hommes qui ont provoqué le carnage, mais tombent sur un contingent d'indiens attaquant un convoi de chariots. Blueberry tente de convaincre Red Neck de venir en aide aux survivants, dont MacClure, mais Red Neck préfère sauver sa vie, car les Cheyennes « ne sont qu'une petite centaine ». Les deux hommes en viennent à se battre, mais cessent dès qu'ils comprennent que les Cheyennes s'enfuient, alertés par des signaux de fumée que leur campement a été attaqué.
Blueberry demande à MacClure s'il est responsable du massacre des bisons, mais celui-ci jure qu'il ne l'est pas. Son chariot ne contient que deux hommes blessés. Blueberry en vient à spéculer que quelqu'un souhaite pousser les indiens à faire la guerre aux hommes blancs.
Arrivés au « chantier de tête » de l'UP, les trois hommes voient des indiens demander à être dédommagés pour la mort de ponies. Remarquant la colère des hommes blancs présents, Blueberry force les indiens à s'enfuir. Pendant leur galopade, des blancs tirent en leur direction malgré la présence de la foule.
Blueberry s'étant publiquement opposé à Jethro Steelfingers, notamment en tirant une balle dans sa direction, ce dernier lui donne un coup au visage et Blueberry s'effondre, car la main droite de Steelfingers est faite de métal. Décidé à se venger, Blueberry se relève et, alors qu'il se dirige vers le saloon où se trouve Steelfingers, il est arrêté par le général Dodge. Ce dernier lui intime d'aller se laver et de le rejoindre par la suite dans son wagon. Alors que Blueberry se dirige à nouveau vers le saloon, Dodge le menace de le renvoyer à fort Navajo s'il se bat avec Steelfingers.
Pendant qu'il se nettoie à un bain public, Blueberry en profite pour en apprendre plus sur Steelfingers. Le Chinois qui l'aide à se laver lui apprend que « [tout] le monde en a peur ici... Il est très fort... et très méchant... mais aussi très populaire ». De plus, Steelfingers est un joueur de cartes, ce qui intéresse Blueberry.

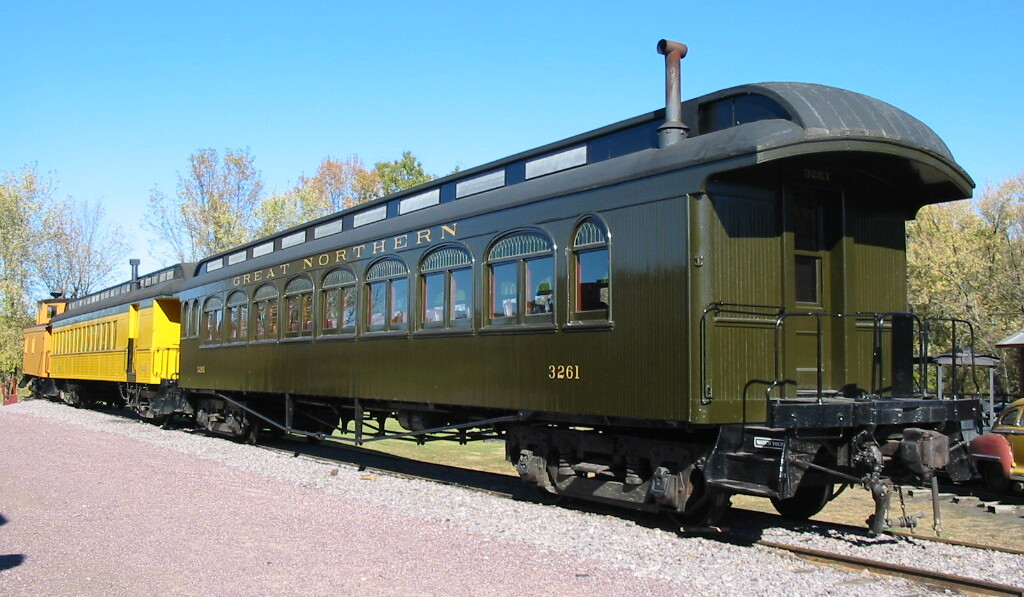
Wagon pour passagers utilisé sur les chemins de fer américains.

Au wagon des officiers de l'UP, Blueberry informe les hommes présents que des bandits agissent de façon à freiner la pose des rails. Le général Dodge décide de confier à la fois la sécurité des travailleurs et les relations avec les indiens à Blueberry. L'ingénieur Lewis questionne cette décision, car il souhaite que Steelfingers soit responsable de la sécurité, mais Dodge préfère que Blueberry s'en occupe car Steelfingers a selon lui trop d'ascendant sur les travailleurs. De plus, Blueberry s'est rendu impopulaire auprès des travailleurs, ce qui le rend « totalement à [la] discrétion » des patrons de l'UP. En contrepartie, Blueberry veut carte blanche pour gérer les relations avec les indiens.
Plus tard, l'ingénieur Lewis rencontre en secret Steelfingers, qu'il met en garde contre Blueberry. Steelfingers affirme qu'il s'en occupera le lendemain soir. De plus, Lewis veut « qu'une bonne guerre paralyse totalement » l'avance de l'UP. Les deux hommes boient ensuite à « la ruine de l'Union Pacific ».
Le lendemain, un éclaireur rapporte que deux géomètres ont été assassinés par des indiens. De plus, plusieurs chefs indiens ont décidé de tenir un « grand conseil ». Blueberry décide d'aller rencontrer Sitting Bull et Red Cloud, deux importants chefs indiens. Il convainc les officiers de l'UP que, s'il ne parvient pas à ramener la paix, il y aura des « centaines de morts » et la construction de la voie sera interrompue pendant des mois.
Le soir au saloon, des hommes discutent de leurs chasses aux bisons. Bill Comstock mentionne des records, dont celui de Buffalo Bill qui aurait tué 84 bisons en une journée. Steelfingers parie qu'il pourra abattre 100 bisons en un jour, ce à quoi réplique Comstock : « Pari tenu !... Pour cent dollars ». Certains commencent à parier sur les chances de chacun des chasseurs. Blueberry intervient à ce moment-là en affirmant d'une voix forte : « Ce match stupide n'aura pas lieu ! »

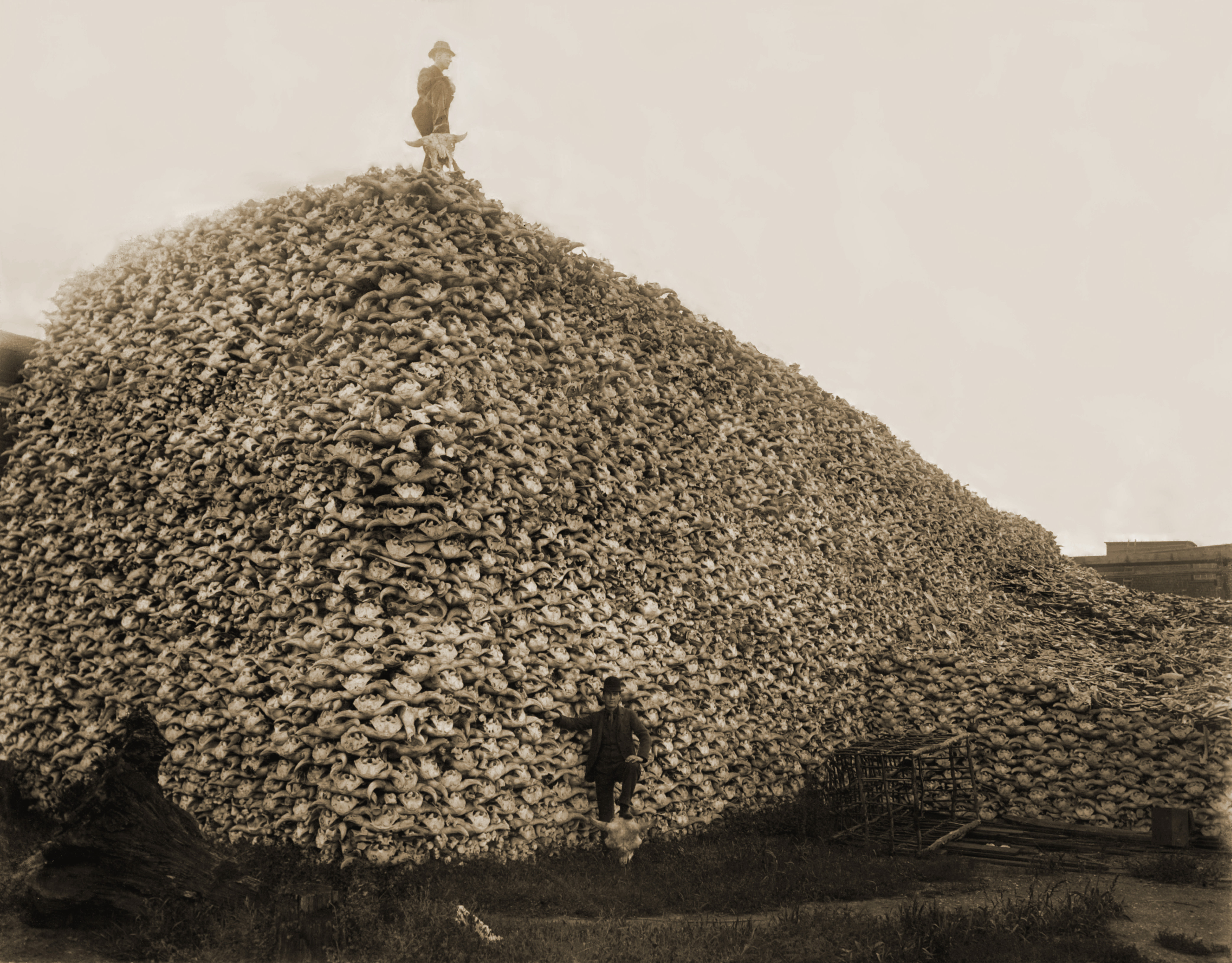
Empilement de crânes de bisons destinés à devenir du fertilisant dans les années 1870.

Blueberry profite de la stupeur pour affirmer que l'UP achètera du bison selon un accord qu'il passera avec les indiens. Steelfingers et Comstock ne veulent rien savoir de cet accord, ce dernier affirmant que les bisons et la terre appartiennent « à qui sait les prendre ». Blueberry leur rappelle que l'UP est leur seul client à 500 miles à la ronde et repart vers la porte, mais Comstock empoigne une bouteille pour l'assommer. À ce moment, MacClure tire sur une lampe à pétrole qui le surplombe. En tombant, elle assomme Comstock et Blueberry se met sur ses gardes.
Steelfingers profite de la colère générale envers Blueberry pour le défier. Il ordonne aux clients présents de quitter le saloon, car « [le] plomb va bientôt voler comme grêle en avril ». Confiant de gagner le duel, car plusieurs hommes de sa bande sont restés, il ouvre le feu brusquement.
Blueberry et MacClure se réfugient derrière le comptoir. Alors que les hommes se tirent dessus, Blueberry se rend compte qu'à deux contre plusieurs, lui et MacClure ne sortiront pas vivants du saloon. Il ordonne à MacClure de commencer à tirer sur les lampes à pétrole : dans le noir, ils auront peut-être une chance de s'enfuir. Steelfingers fait tirer ses hommes sur les bouteilles d'alcool qui garnissent les tablettes en arrière du comptoir. Une fois l'alcool répandu, il fait tomber à son tour une lampe de pétrole qui surplombe le comptoir, mettant le feu au saloon.
Alors que les flammes risquent de les brûler à mort, Blueberry casse les planches sous leurs pieds. Les deux parviennent à se glisser sous les planches et à sortir de sous le plancher du saloon alors qu'il s'effondre, rongé par l'incendie. Steelfingers, déjà sorti, profite de ce que Blueberry lui tourne le dos pour le menacer de son revolver. MacClure s'exclame : « Tu ne vas pas tirer sur un homme désarmé ! », ce à quoi réplique Steelfingers : « Je vais me gêner peut-être ? »

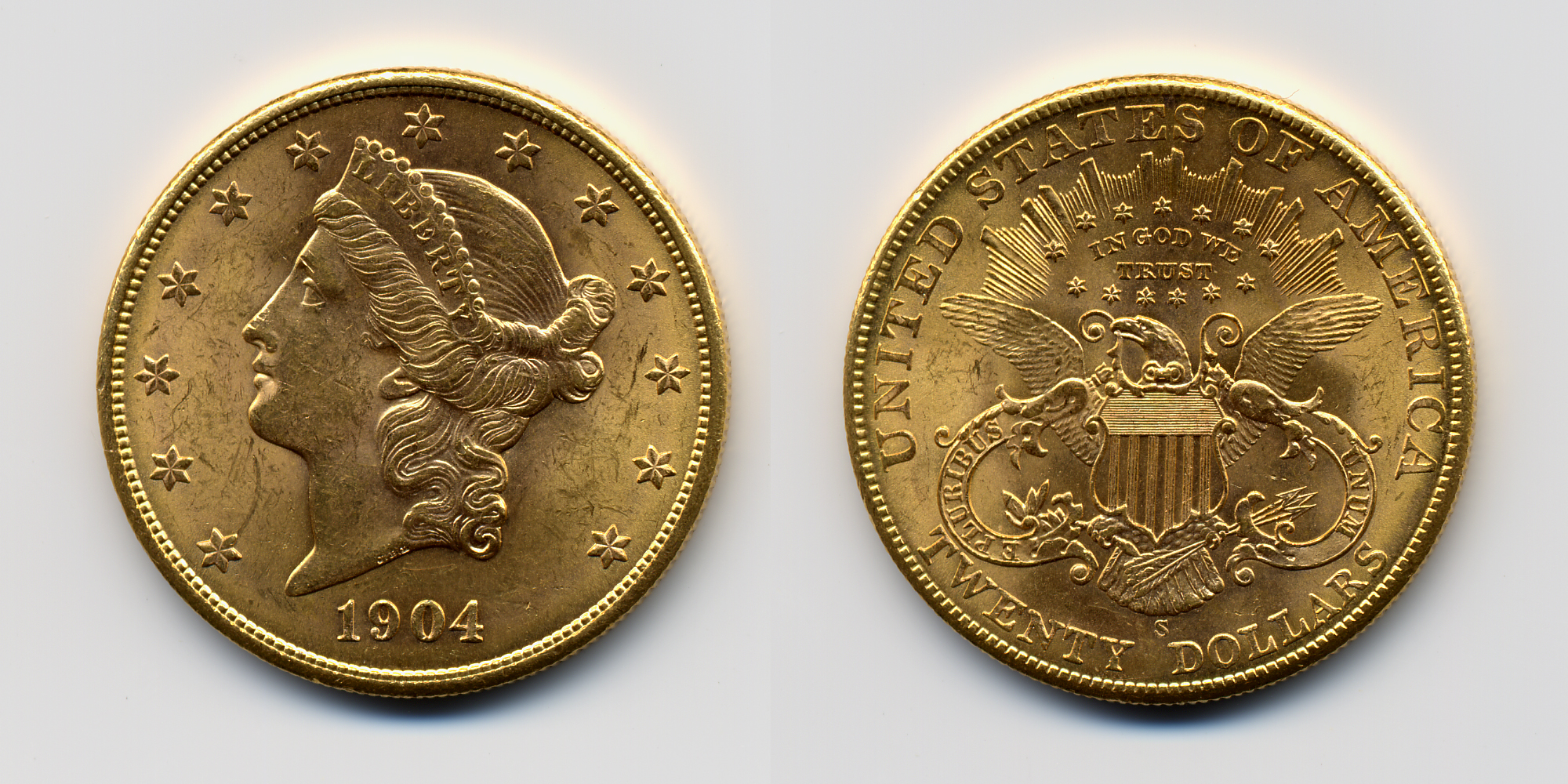
Le Double Eagle de 1904, pièce d'or diffusée aux États-Unis.

À ce moment, le général Dodge intervient : « Bénissez votre chance !... Dix secondes plus tard et c'était la corde... » Des hommes désarment Steelfingers, et ce dernier dit à Blueberry qu'ils ont un compte à régler. Prêt à se battre, Blueberry relève le défi. Alors que Steelfingers se jette sur ce dernier, il parvient à le faire passer par-dessus son épaule. En tombant, Steelfingers perd des « pièces d'or de l'ancien État de Californie ». Dodge devient intéressé, car il sait que la Central Pacific paie souvent ses agents avec ces pièces.
Plus tard, Blueberry se lave à nouveau au bain public. Red Neck vient lui annoncer que les chefs indiens sont prêts à le rencontrer. Le lendemain, Blueberry annonce aux responsables de l'UP qu'il a obtenu une rencontre avec les chefs indiens. Il en profite pour demander à Dodge d'éloigner Steelfingers du camp de tête, car « il lui reste un peu trop d'amis en liberté ! » Dodge acquiesce, lui affirmant qu'il avait déjà prévu de l'envoyer à Denver à bord d'un train.
L'ingénieur Lewis se rend auprès de Steelfingers dans le but officiel de lui tirer les vers du nez, mais c'est surtout pour lui donner ses instructions en tant qu'agent de la Central Pacific. Plus tard, Steelfingers est enchaîné et amené au train qui le convoiera à Denver. Dans le wagon qui lui sert de prison, Curly, membre clandestin de sa bande, l'accompagne.

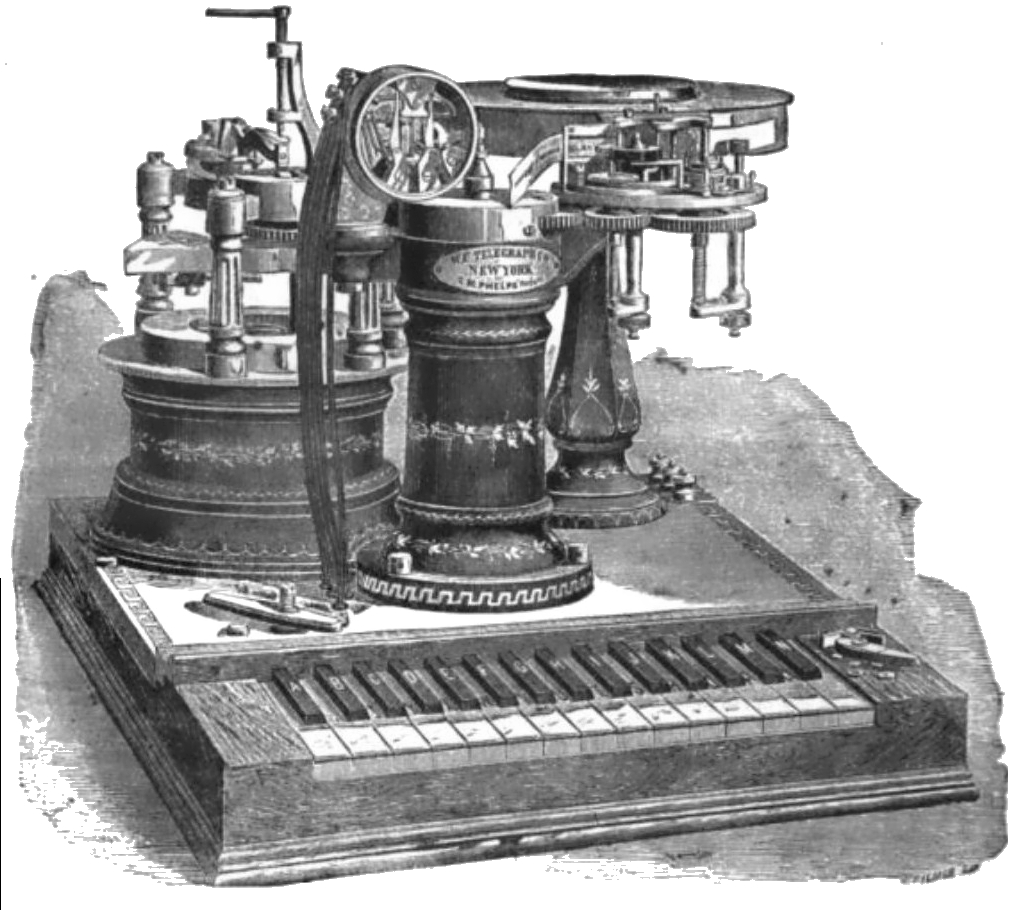
Télégraphe électromécanique de George May Phelps vers 1880.

Alors que le train circule parmi des montagnes, Curly amène Steelfingers aux toilettes. Après être passé dans un tunnel, Steelfingers assomme Curly, met la main sur un pistolet et se sert du corps de Curly comme bouclier. Au même moment, des hommes de sa bande, à cheval, attaquent le train qui avance à petite vitesse. Profitant de son avantage, Steefingers quitte le wagon et saute à cheval. Il ordonne de faire sauter la voie ferrée pour empêcher le train de retourner au point de départ et tire sur les fils du télégraphe. Ainsi, les officiers de l'UP ne pourront être avertis de son évasion. Par la suite, lui et sa bande se dirigent « [en] galopant jour et nuit » vers le lieu de rencontre de Blueberry et des chefs indiens.
Quelques jours plus tard, Blueberry, MacClure, Red Neck et d'autres hommes atteignent l'endroit de la rencontre, un « vrai coupe-gorge ». Blueberry exige que des hommes soient postés dans les hauteurs de la cuvette dans le but de les protéger des attaques des indiens, probablement venus en grand nombre pour protéger leurs chefs. Blueberry ordonne à MacClure de demeurer en arrière pour protéger leurs arrières. Furieux, il obéit mais en profite pour insérer des bâtons de dynamite dans les arbres d'un petit bois. Tous ignorent cependant qu'un homme de Steelfingers les observe au loin.
Steelfingers fait remplacer les hommes qui protègent Blueberry depuis les hauteurs. Ainsi, ses hommes donneront un faux sentiment de sécurité à Blueberry. Le lendemain, des indiens viennent à sa rencontre, même s'ils savent que des guetteurs sont sur les hauteurs. Steelfingers ordonne à ses hommes de tirer sur les indiens dans le but de faire croire à une embuscade.
Blueberry comprend que Steelfingers lui a tendu un piège, mais ne peut que fuir devant les indiens enragés qui veulent se venger. De son côté, MacClure est prêt à bloquer le passage des indiens en faisant exploser les charges plantées dans les arbres. Sa précaution permet aux trois hommes de s'enfuir.

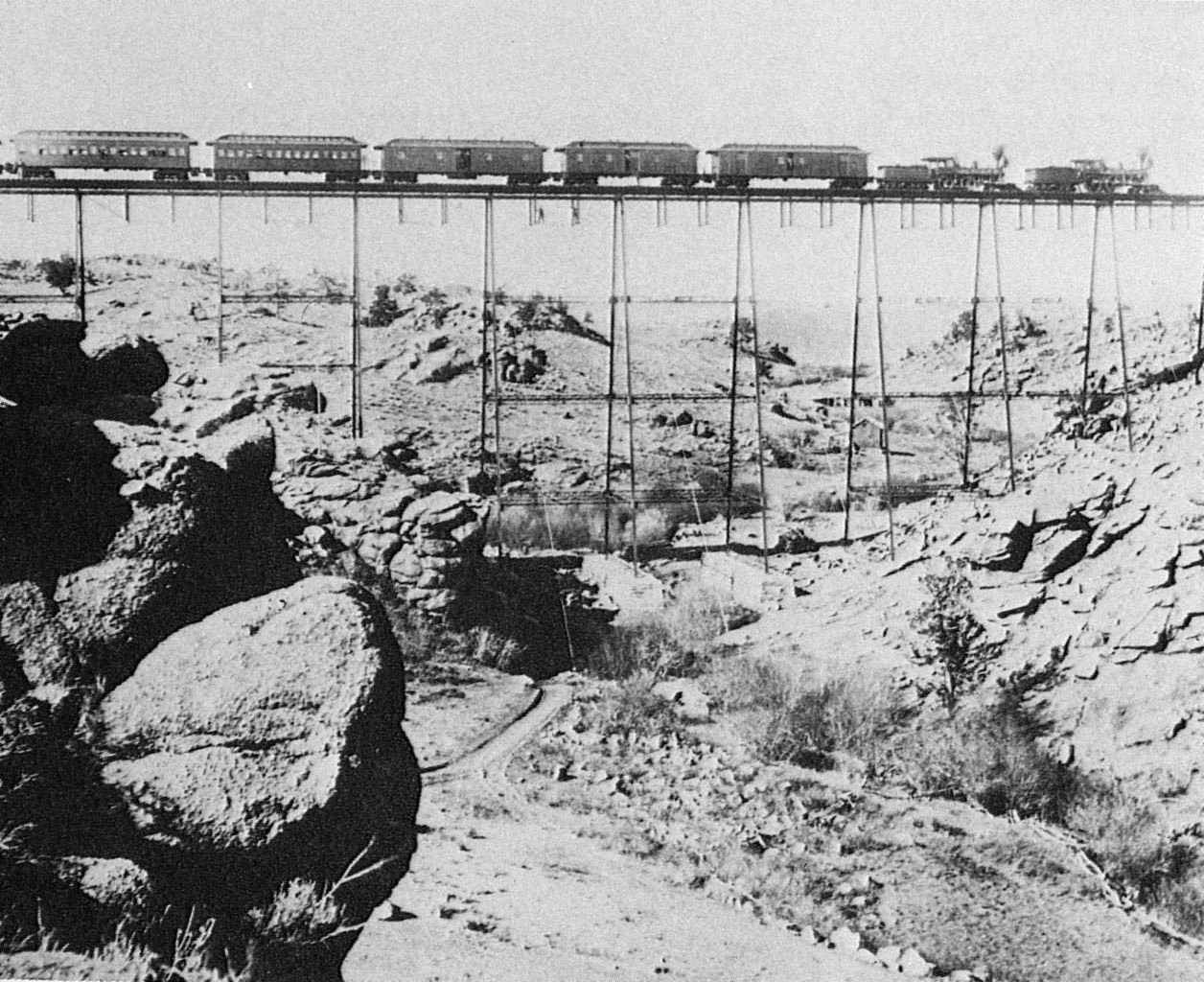
Train circulant sur un pont. Photographie anonyme de 1860.

Après plusieurs heures de chevauchée, les trois atteignent l'endroit où les rails sont posés. Ils avertissent les travailleurs présents du danger imminent, mais l'ingénieur responsable ne peut croire que des indiens se dirigent vers eux. En effet, tout est très calme près du camp, ce qui étonne Blueberry. Au même moment, à quelques miles du camp, un contingent d'indiens fait brûler un pont en bois dans le but d'empêcher le train de traverser une gorge. Red Neck convainc Blueberry de déguerpir à bord du train. Alors que le train s'ébranle et prend de la vitesse, il est attaqué par des « nuées de peaux-rouges ». Les hommes à bord n'hésitent pas à tirer sur les indiens pour sauver leur vie.
À la sortie d'une courbe, le mécanicien de la locomotive aperçoit de la fumée. Il avertit les hommes à bord que le pont est en feu. Juste avant de le traverser, le mécanicien manœuvre pour arrêter le train, mais Blueberry menace de le tuer s'il arrête le train : il préfère risquer de mourir en s'écrasant que d'être capturé par les indiens. Alors que le bois calciné craque sous son poids, le train passe in extremis, la structure s'effondrant juste après son passage.
L'ingénieur affirme alors que « [le] cauchemar est terminé ». Selon Blueberry, il ne fait que commencer.

## Personnages principaux
- Blueberry : lieutenant de cavalerie recruté comme responsable de la sécurité des chantiers de construction de l'Union Pacific[34]. Selon le général Dodge, c'est « [une] tête brûlée, mais un homme remarquable[3] ».
- McClure : vieil homme alcoolique[35] et compagnon d'aventures de Blueberry.
- Red Neck : aventurier travaillant pour le compte de l'Union Pacific[4] qui s'est pris d'affection pour Blueberry et MacClure[36].
- Le général Dodge[note 4] : militaire américain qui a confiance dans les capacités de Blueberry, malgré son caractère.
- Jethro Steelfingers : bandit peu scrupuleux, à la solde de la Central Pacific. « Tout le monde en a peur, ici… Il est très fort… et très méchant… mais aussi très populaire… Il paie à boire à tout le monde… », dit à Blueberry un Chinois responsable d'un établissement de bains. Il lui apprend aussi que Steelfingers joue aux cartes[37]. Ce personnage sera doté d'un vrai patronyme, Diamond, au début de La Piste des Sioux.
- L'ingénieur Lewis : gestionnaire travaillant officiellement pour l'Union Pacific, mais secrètement à la solde de la Central Pacific[17].

## Éditions
- Le Cheval de fer, 1970, Dargaud, 48 p. 
  - Réédition en 1997.  (ISBN 2-205-04335-8)